# Slax
SLAX是一個基於Slackware的作業系統，預設KDE桌面環境，由捷克人Tomáš Matějíček研發。
Slax是一個方便、便攜的Linux作業系統。它的界面富有時尚感，可基於不同模組的功能運作。儘管它的體積較小，Slax依然預載了不少日常應用的軟件。除此之外，它還擁有精簡而齊整的圖形用戶界面和一些有用的修復工具，方便系統管理員修復系統。

## 特性
模組化方式使Slax容易加入其他軟件，这使得定制Slax成为一件很容易的事情。在它的usb或者liveCD版本安装或者卸载软件，使用者只需下載包含該軟件的Slackware組件，並將它拷貝到Slax的/slax/modules目录下面即可。Slax的软件管理是Slackware的管理方式，依赖关系需要用户自行解决。此外，Slackware的软件包可通过tgz2lzm命令转化成Slax的模块，当然借助deb2lzm用户也可以将强大的debian包转化成Slax的模块。
Slax的主页为上传和下载用户定制组件提供便利。事实上，Slax提供了一个相当易用的包管理方式。用户下载的lzm包在live系统中双击后就能发挥作用。这于其他发行版的live系统是很不一样的。

## 版本
在Slax 3之前，Slax发行版被认为是"Slackware-Live"（Slackware的Live版本）。

### Slax 5
Slax 5有5种版本:
- Slax Standard：为普通用户提供的标准版本。
- Slax KillBill ：包含Wine、DOSBox以及QEMU，旨在运行DOS与Microsoft Windows程序。
- Slax Server：提供额外的网络功能，以及预先配置的DNS、DHCP、Samba、HTTP、FTP、MySQL、SMTP、POP3、IMAP以及SSH等服务器。
- Slax Popcorn：为浏览网络和多媒体功能定制的极简版本。使用Mozilla Firefox作为默认网页浏览器；以轻量的Xfce作为其桌面环境，而非KDE。
- Slax Frodo：只有字符环境的版本，可供内存小的计算机使用。

Fluxbox窗口管理器是Frodo之外版本的可选项。

### Slax 6
Slax 6的定制完全依赖于模块系统。从该版本开始，模块基于LZMA算法进行压缩。Slax 5所使用的.mo模块以及Slax 6的.lzm模块之间在初始时可以通用。后来，由于在6的子版本中，Linux内核版本有变，.mo模块被废弃了，每个模块必须依照新的内核版本进行编译才可使用。

### Slax 7
Slax 7支持64位与32位的计算机架构。在官网的下载页面上，它提供了超过50种语言的版本。Slax 7使用精简版的KDE 4桌面，一张新的壁纸，以及新的模块系统。

## 延伸发行版
SLAX有很多延伸发行版。在DistroWatch和Live Developers的wiki社区上能够找到更多的信息。

## 外部連結
- Slax官方網站（英文）
- （页面存档备份，存于）（繁體中文）
- Slax官方网站（页面存档备份，存于）（简体中文）
- Slax官方网站（旧版）（英文）
- 自定义SLAX设置（页面存档备份，存于）（英文）

1. 1 2  "Slax's Recent Release: A Tale of Challenges"; 检索日期: 2023年10月10日; 作者姓名字符串: Tomas M; 作品或名稱使用語言: 英語; 出版日期: 2023年10月10日.
2. ↑  . www.slax.org.   [2018-11-16]. （原始内容存档于2018-11-16） （英语）.
3. ↑  . DistroWatch.   [2010-01-31]. （原始内容存档于2010-01-13）.
4. ↑  ,   [2010-01-31], （原始内容存档于2012-12-20）